# Fort de Lantin
Le fort de Lantin est l'un des douze forts établis pour la défense de Liège, en Belgique à la fin du XIXe siècle à l'initiative du général belge Henri Alexis Brialmont. Contrairement aux ouvrages français de l'époque (voir Séré de Rivières), le fort a été construit presque exclusivement en béton (non armé), matériau largement méconnu.
Le fort fut lourdement bombardé par l'artillerie allemande lors de la bataille de Liège en août 1914. Il ne fut pas réarmé comme les autres forts liégeois et conserve donc ses caractéristiques d'origine. Il est devenu musée et peut donc être visité.

## Description
Le fort de Lantin est situé à 7 km au nord-ouest du centre de Liège.
Le fort a la forme d'un triangle isocèle dont la base mesure 200 m de long et les côtés 225 m. Un fossé profond de 6 m et large de 8 m entoure le fort. L'armement principal est concentré sur le massif central. Les fossés étaient défendus en enfilade par des canons de 57 mm disposés dans des casemates dans le mur de contrescarpe C'est un des plus petits forts de la position fortifiée de Liège.
Exception faite du fort de Loncin, les forts belges possédaient peu de provisions pour subvenir à l'intendance quotidienne d'une garnison en temps de guerre. De plus, les latrines, douches, cuisine, morgue se trouvaient dans la contrescarpe, une position intenable au combat. Cela aura d'importantes conséquences sur la capacité des forts à soutenir un assaut se prolongeant. La zone de service était placée directement en face des baraquements, qui s'ouvraient sur le fossé à l'arrière du fort (en direction de Liège) avec une protection moindre que les 2 fossés latéraux. L'arrière des forts Brialmont était plus légèrement défendu pour faciliter une recapture par les forces armées belges. On trouvait aussi sur ce côté les baraquements et les communs, le fossé arrière permettant l'éclairage naturel et la ventilation. Au combat, les tirs d'artillerie rendaient le fossé intenable et les allemands ayant pu passer entre les forts purent les attaquer par l'arrière.

## Armement
L'armement du fort de Lantin incluait une tourelle avec 2 canons de 15 cm et une tourelle comportant 1 obusier de 21 cm, 2 tourelles avec un canon de 12 cm et 3 tourelles avec un canon de 5,7 cm. Il y avait aussi sur le fort une tourelle d'observation équipée d'un projecteur. 6 canons de 5,7 cm à tir rapide équipaient les casemates protégeant les fossés et la poterne
La communication entre les forts voisins de Loncin et de Liers pouvait se faire au moyen de signaux lumineux. Les canons utilisaient de la poudre noire ce qui produisait des gaz asphyxiants se propageant dans les espaces confinés du fort

## Première Guerre mondiale
En 1914, le fort de Lantin fut un des derniers forts de Liège à subir les bombardements allemands (à partir du 10 août).
Lors de la bataille de Liège, la garnison du fort, au bord de l'asphyxie, se rendit le 15 août 1914, vers 12 h, peu avant la destruction du fort de Loncin où se trouvait le général Leman qui commandait la place.

## Après guerre
Après la Première Guerre mondiale, le fort n'a subi aucune modification, ce qui en fait un exemplaire unique, parfaitement conservé, de l'archéologie militaire du XIXe siècle.
Après la Seconde Guerre mondiale, le fort a été utilisé comme terrain de manœuvres et stand de tir.
Il a été acquis par l'Asbl Les Amis du Fort de Lantin en 1983 alors qu'il était laissé à l'état d'abandon par la Défense Nationale belge. L'association a entièrement restauré le fort et, depuis 2005, un parcours-spectacle a été mis en place avec un système d'audio-guidage quadrilingue. Parmi les travaux importants, il y a eu la restauration du massif central avec la pose de fausses coupoles et de la coupole-phare et la mise en place du système de rotation de la coupole de 120 droite et de l'accumulateur hydraulique de la coupole-phare (pièce unique actuellement fonctionnelle).